# Diego Corrientes Mateos

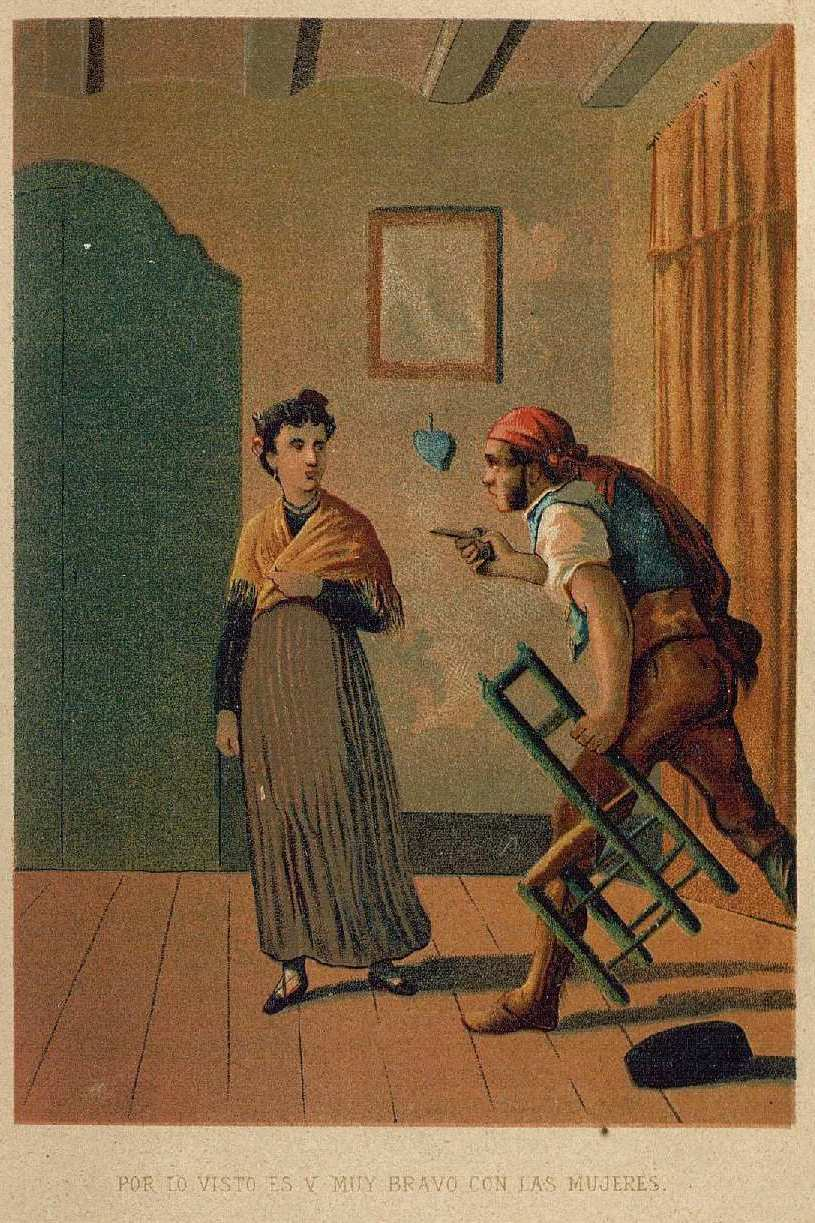

Diego Corrientes Mateos (Utrera, 1757 – Sevilla, 10 maart 1781) was een Spaanse bandiet.
Diego Corrientes was een sociale bandiet die het opnam voor de zwakkeren in de samenleving. Hij beroofde boerderijen en landhuizen in Andalusië. Volgens de overlevering was Diego Corrientes een bandiet die nooit iemand vermoordde en zijn buit verdeelde onder de armen. Hij wordt gerekend tot de beroemdste bandoleros van Spanje.
Corrientes hield zijn roofpraktijken slechts drie jaar vol. Uiteindelijk werd hij door een vriend verraden en in Sevilla op vierentwintigjarige leeftijd gevierendeeld.
Zijn avonturen zijn onderwerp van verschillende speelfilms, verhalen en liederen.